# Гётце, Урсула
Урсула Гётце (нем. Ursula Goetze; 29 марта 1916, Берлин, Германская империя — 5 августа 1943, Берлин, Германия) — студентка, антифашист, член движения Сопротивления во время Второй мировой войны, член организации «Красная капелла».

## Биография
Урсула Гётце родилась 29 марта 1916 года в Берлине, в Германской империи в семье рабочих. Вместе со старшим братом, Эберхардом Гётце и сокурсниками в 1930 году она вступила в Коммунистический союз молодёжи Германии (KJVD) в Берлин-Нойкельне. До 1933 года дважды арестовывалась полицией за распространение листовок. После 1933 года прервала контакты с товарищами и не участвовала в их подпольной работе, например, в незаконной контрабанде запрещенной литературы на границе с Чехословакией.
С ранней юности у неё было обострённое чувство справедливости и социальной ответственности. Она была глубоко возмущена произволом нацистского режима, особенно дискриминацией в отношении своих еврейских друзей. Всю свою жизнь она собирала деньги для пострадавших от политических преследований, расовой дискриминации, а затем для иностранных рабочих, насильно вывезенных на работы в Германию.
Окончив курсы стенографии, несколько лет работала по этой специальности. В 1937 году побывала на Всемирной выставке в Париже. В 1939 году за несколько недель до начала войны, встретилась с еврейским другом, который эмигрировал в Англию, где установил контакт с членами лейбористской партии. Она отказалась от эмиграции и вернулась в Германию, чтобы работать против нацизма. В 1938 году поступила в вечернюю медицинскую школу в Шёнеберге. Урсула Гётце хотела стать учителем, потому, что считала это лучшим способом борьбы с нацизмом. В школе она подружилась с Евой Книпер-Риттмайстер, организовавшей группу, в которую вошли Фриц Тиль, Фридрих Рехмер, Отто Голльнов, Лиана Берковиц и другие их одноклассники. Под руководством мужа Евы, доктора Джона Ритмайстера, вскоре группа вошла в движение сопротивления. Вместе они обсуждали запрещенную литературу, слушали зарубежные радиостанции и анализировали происходящее в стране.
После сдачи выпускного экзамена в апреле 1940 года она получила степень кандидата филологических наук (по английскому и французскому языкам) на международном факультете Берлинского университета.
Здесь познакомилась с другими борцами сопротивления, в том числе и с Харро Шульце-Бойзеном, одним из лидеров организации «Красная капелла». С ним и близким другом, писателем Вернером Крауссом пыталась организовать подрывные группы среди рабочих-французов, насильно вывезенных на работы в Германию.
17 мая 1942 года вместе с Вернером Крауссом и Фрицем Тилем под руководством Харро Шульце-Бойзена участвовала в акции по расклеиванию плакатов против нацистской пропагандистской выставки «Советский рай» в Берлине.
Из-за участия в этой акции была арестована гестапо и 18 января 1943 года Имперским военным трибуналом приговорена к смертной казни.
В тюрьме, испытывая сильное чувство вины, из-за того, что во время жестокого допроса назвала имена Вернера Краусса и Фрица Тиля, она отказалась от прежних показаний, сказав, что оговорила их из-за страха под пытками. 5 августа 1943 года Урсула Гётце была обезглавлена в тюрьме Плёцензее в Берлине. Её тело было кремировано нацистами, а прах развеян в неизвестном месте.

## Память
Во дворе Берлинского университета имени Гумбольдта в Берлин-Митте (Унтер-ден-Линден 6) в честь Урсулы Гётце установлен мемориальный камень. По адресу её последнего места жительства в Берлине ей установлен скульптурный памятник. В Берлин-Карлсхорте в честь неё названа улица Урсула-Гётце-штрассе.